# Velike Pece
Velike Pece so naselje v Občini Ivančna Gorica.